# Ceratagallia nubila
Ceratagallia nubila är en insektsart som beskrevs av Paul W. Oman 1939. Ceratagallia nubila ingår i släktet Ceratagallia och familjen dvärgstritar. Inga underarter finns listade i Catalogue of Life.